# Gibson Firebird
Gibson Firebird — електрогітара з твердим корпусом, що випускалася компанією Gibson з 1963 року.

## Історія
Гітарна корпорація Gibson випустила кілька нових стилів протягом 1950-х років, щоб конкурувати з суцільно корпусними гітарами Fender, такими як Telecaster і Stratocaster. Після успіху з Les Paul у 1950-х роках популярність Gibson почала падати в 1960-х. Кольори, форми та кілька звукознімачів Fender були схвалені відомими гітаристами. Гітари Gibson, більшість з яких були порожнистими або напівпорожнистими, здавалися старомодними. У поєднанні з підвищенням цін це сприяло падінню продажів.
Gibson зробив набіги на радикальні форми кузова — Flying V і Explorer у 1950-х роках — які спочатку мали обмежений успіх. Президент Gibson, Тед Маккарті, найняв дизайнера автомобілів Рея Дітріха, щоб розробити гітару, яка мала б бути популярною. Під керівництвом Дітріха Firebird набув лінії подібних до плавників автомобілів середини 50-х років, взявши дизайн Explorer і округливши краї. Найбільш незвичайним аспектом є те, що гітара є «відсталою» в тому, що правий (високий) рупор корпусу довший за інший. Таким чином, оригінальні Firebird неофіційно називалися «реверсом».

## Перевидання

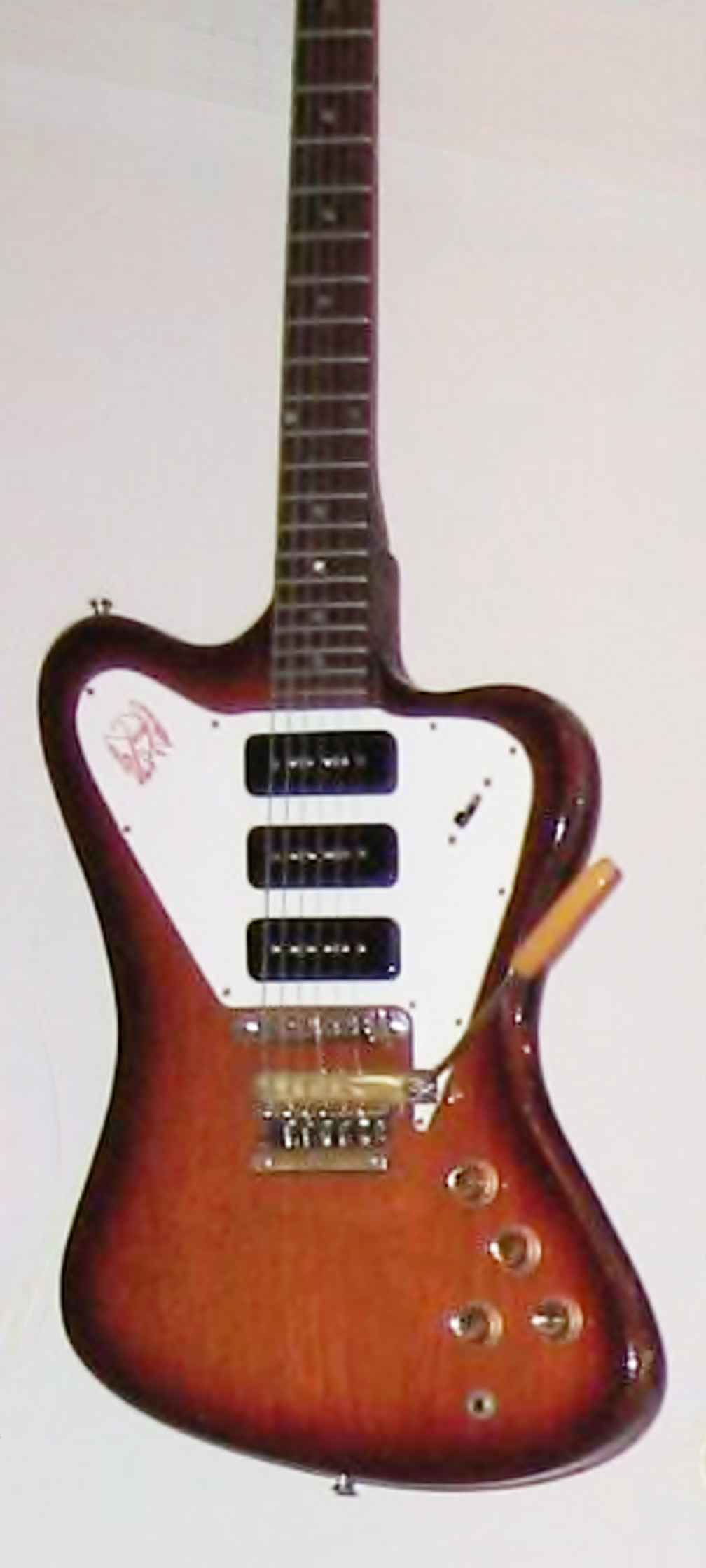
Firebird нереверсна версія

«Перевидання» Firebirds зазвичай базуються на оригінальному реверсному дизайні корпусу, хоча Gibson повторно представив нереверсну версію Firebird у 2002 році як гітару Custom Shop. Epiphone, що належить Gibson, також випустила кілька моделей.
Починаючи з 2010 року, Гібсон заявив, що більше не створюватиме банджо-тюнери для Firebird.
У перевиданнях Gibson Firebird не використовується той самий звукознімач, який був спочатку представлений у 1963 році. Сучасні звукознімачі Firebird мають вищу вихідну гучність, більше середніх частот і менше високих частот, ніж оригінальний дизайн.